# 吸血の群れ
吸血の群れ（きゅうけつのむれ、en:Frogs)は、1972年に公開されたアメリカ合衆国のホラー映画。監督ジョージ・マッコーワン。
映画は "エコホラー"に分類され蛇、鳥、トカゲ、蝶などにアメリカ合衆国南部の裕福な一家が襲われるパニック映画。
映画は家長が地域の自然を破壊したために、自然に厳しい復讐をされる様を描いている。 1972年3月10に公開された。

## キャスト
| 役名         | 俳優                         | 日本語吹替                         |
| 役名         | 俳優                         | 日本テレビ版                       |
| ------------ | ---------------------------- | ---------------------------------- |
| ジェイソン   | レイ・ミランド               | 松下達夫                           |
| スミス       | サム・エリオット             | 津嘉山正種                         |
| カレン       | ジョン・ヴァン・アーク       | 小谷野美智子                       |
| クリント     | アダム・ロアーク             | 嶋俊介                             |
| ベラ         | ジュディ・ペイス             | 高橋ひろ子                         |
| ジェニー     | リン・ボーデン               | 浅井淑子                           |
| メイベル     | メエ・マーサー               | 藤夏子                             |
| マイケル     | デヴィッド・ギリアム         | 東富士郎                           |
| ケネス       | ニコラス・コートランド       | 井上真樹夫                         |
| アイリス     | ホリー・アーヴィング         | 大山のぶ代                         |
| スチュアート | ジョージ・スカッフ           | 千葉耕市                           |
| チャールズ   | ランス・テイラー             | 藤本譲                             |
| ティナ       | デイル・ウィリンガム         | 冨永みーな                         |
| ジェイ       | ハル・ホッジス               | 内海敏彦                           |
| ボビー       | ロバート・サンダース         | 岡村勝                             |
| ボビーの母   | キャロリン・フィッツシモンズ | 有馬瑞子                           |
|              |                              |                                    |
| 演出         | 演出                         | 鳥海俊材                           |
| 翻訳         | 翻訳                         | 大野隆一                           |
| 効果         |                              |                                    |
| 調整         |                              |                                    |
| 制作         | 制作                         | ザック・プロモーション             |
| 解説         | 解説                         | 水野晴郎                           |
| 初回放送     | 初回放送                     | 1977年6月29日 『水曜ロードショー』 |